# Cry-Baby
Pour les articles homonymes, voir Cry baby.
Pour plus de détails, voir Fiche technique et Distribution.
Cry-Baby est un film musical américain, réalisé par John Waters, sorti en 1990. Les acteurs principaux en sont Johnny Depp et Amy Locane.
Il reprend sur le mode parodique le thème de Roméo et Juliette, de West Side Story et de Grease : il conte l'histoire d'amour contrariée de deux personnes appartenant à des clans ennemis.

## Synopsis
En 1954, Eisenhower est président des États-Unis. Rock 'n' roll et doo-wop arrivent dans les hauts du Billboard Hot 100. Deux bandes de Baltimore cultivent des styles très différents, et ne s'aiment guère. Les « frocs moulants » libres et amateurs de rock 'n' roll sauvage sont considérés comme des délinquants juvéniles. Les « coincés » sont des fils à papa de la société bien-pensante, prétentieux, propres sur eux, qui préfèrent le doo-wop. Deux sous-cultures s'affrontent.
Wade Walker, dit « Cry-Baby », est le blouson noir le plus populaire auprès des filles du lycée. Elles deviennent hystériques dès qu'une larme — toujours unique — lui sourd du coin de l'œil. Le jour de la vaccination, la belle Allison, une coincée on ne peut plus respectable, craque à son tour. Elle est éperdument attirée par le jeune rebelle et par son monde défendu de rock 'n' roll, d'automobiles customisées, de motos et de filles parfaitement délurées comme Piment, sœur de Cry-Baby, ou comme Délit de faciès et Wanda, ses volcaniques copines.
Allison et Cry-Baby tombent fous amoureux l'un de l'autre. Mais la poupée, chaperonnée par sa digne grand-mère, ne peut fréquenter l'univers des frocs moulants. De plus, elle a déjà un petit ami, Baldwin, un coincé de la plus belle eau, qui agresse physiquement Cry-Baby lorsque celui-ci vient inviter Allison à une soirée de frocs moulants.
Allison parvient à arracher l'autorisation d'accompagner Cry-Baby à cette soirée.
Après un concert de rock 'n' roll dont Cry-Baby est la vedette, les deux amoureux font plus ample connaissance. Ils ont en commun d'être orphelins. Le père de Cry-Baby est un dangereux criminel mort sur la chaise électrique, et sa mère avec lui pour l'avoir aimé. Cry-Baby a été élevé par Ramona, sa grand-mère, et par tonton Belvedere, petit ami de celle-ci. Les parents d'Allison sont morts dans des accidents d'avion.
Au cours de la soirée, tandis qu'Allison apprend à embrasser bouche ouverte, les coincés, emmenés par Baldwin, viennent dans l'ombre vandaliser les voitures des frocs moulants, et incendier la moto de Cry-Baby. Puis ils attaquent, et c'est la bagarre générale. Dans cette confusion, Lenora, une rivale jalouse, fait croire à Allison qu'elle est enceinte de Cry-Baby. La police arrive et embarque tous les frocs moulants et Allison.
Le juge frappe d'une lourde amende Ramona et tonton Belvedere. Il retire ses enfants à Piment, et les confie à un orphelinat en attendant une adoption. Allison est relaxée, car le juge considère que sa grand-mère est « une femme d'une beauté et d'une bonté hors pair ». Cry-Baby est incarcéré. À la sortie du tribunal, Lenora répète devant les journalistes qu'elle est enceinte de Cry-Baby. Allison, qui écoute la radio, est effondrée. Elle retourne à son petit ami coincé, Baldwin.
Une tentative d'évasion de Cry-Baby échoue, en même temps qu'échoue l'opération menée par Délit de faciès et son petit ami Milton, aux commandes d'un hélicoptère, pour tenter de délivrer leur camarade.
Costumés BCBG, tonton Belvedere, Ramona et Piment arrachent les enfants de cette dernière à l'orphelinat. Ils enlèvent également Allison à l'odieux Baldwin.
Cry-Baby compte un allié précieux en la personne de la grand-mère d'Allison, qui le défend finalement auprès de sa petite-fille et qui joue de son charme pour que le juge le libère. Le juge, amoureux de la grand-mère, fait sortir Cry-Baby de prison, sous les huées des coincés. Baldwin, enragé de voir Allison lui échapper, fait une révélation à Cry-Baby au sujet de l'exécution de son père : c'est son grand-père, à lui, Baldwin, qui a « électrocuté ce connard », et tous les ans à Noël il le raconte à la famille, et tout le monde rit aux éclats. Baldwin conclut en lançant à Cry-Baby un défi de chicken race : les deux adversaires se foncent dessus en automobile sur un chemin très étroit, et celui qui dévie de la trajectoire est une poule mouillée.
Cry Baby et Baldwin s'allongent chacun sur le toit d'une voiture. Tonton Belvedere va conduire celle des frocs moulants, où prennent place Ramona et Piment. Les deux voitures s'élancent l'une vers l'autre.
Durant la course, Piment accouche de son troisième enfant. Au tout dernier moment, Baldwin hurle à son chauffeur de braquer. La voiture des coincés évite la collision et finit sa course dans un poulailler.
Cry-Baby retrouve Allison. Il a vengé son père. Il arrive maintenant à pleurer des deux yeux.

## Fiche technique
- Titre : Cry-Baby
- Titre original : Cry-Baby
- Réalisation : John Waters
- Scénario : John Waters
- Musique : Patrick Williams
- Chorégraphie : Lori Eastside
- Photo : David Insley
- Décors : Vincent Peranio
- Costumes : Van Smith
- Montage : Janice Hampton
- Producteur : Rachel Talalay
- Production : Imagine Films Entertainment
- Société de distribution : United International Pictures
- Budget : 11 millions dollars[2]
- Pays d'origine :  États-Unis
- Langue : anglais américain
- Format : couleurs (Deluxe) - 35 mm - 1:37.1 - son Dolby numérique
- Genre : film musical et comédie
- Durée : 85 minutes (ou Director's cut : 91 minutes)
- Dates de sortie : 
  -  États-Unis : 6 avril 1990
  -  France : 1er août 1990

## Distribution
- Johnny Depp (VF : Michel Didym) : Wade Walker, dit Cry-Baby
- Amy Locane (VF : Nathalie Régnier) : Allison Vernon-Williams
- Susan Tyrrell (VF : Élisabeth Wiener) : Ramona Rickettes
- Polly Bergen (VF : Évelyn Séléna) : Mme Vernon-Williams
- Iggy Pop (VF : Michel Vigné) : Tonton Belvédère
- Ricki Lake (VF : Karin Viard) : Piment Walker
- Traci Lords (VF : Kelvine Dumour) : Wanda Woodward
- Kim McGuire (en) (VF : Charlotte Maury) : Mona, dite Délit de Faciès
- Darren E. Burrows (VF : Emmanuel Karsen) : Milton Hackett
- Stephen Mailer (VF : Damien Boisseau) : Baldwin
- Kim Webb (VF : Laurence Crouzet) : Lenora
- Alan J. Wendl (VF : Fernand Berset) : Toe-Joe Jackson
- Troy Donahue (VF : Jean Lescot) : le père de Délit de Faciès
- Mink Stole (VF : Catherine Arditi) : la mère de Délit de Faciès
- Joe Dallesandro (VF : Michel Prud'homme) : le père de Milton
- Joey Heatherton (en) (VF : Anne Jolivet) : la mère de Milton
- David Nelson (VF : Jean-François Kopf) : le père de Wanda
- Patricia Hearst (VF : Martine Meirhaeghe) : la mère de Wanda
- Willem Dafoe (VF : Marc François) : le gardien odieux
- Jonathan Benya (VF : Steve Hatchi) : Caisse-Claire
- Jessica Raskin (VF : Élodie Canut) : Susie-Q
- Robert Tyree (VF : Raymond Aquilon) : Dupré
- Angie Levroney : la copine de Dupré
- Robert Walsh (VF : Michel Bardinet) : le juge
- Jeni Blong (VF : Joséphine Petrilli) : Inga
- Vivienne Shub (VF : Yvonne Clech) : Mme Tadlock
- Steve Aronson (VF : Alain Doutey) : le gardien méchant
- Peter Koper (VF : Bernard Métraux) : l'agent correctionnel (non crédité)

## Production

### Contexte

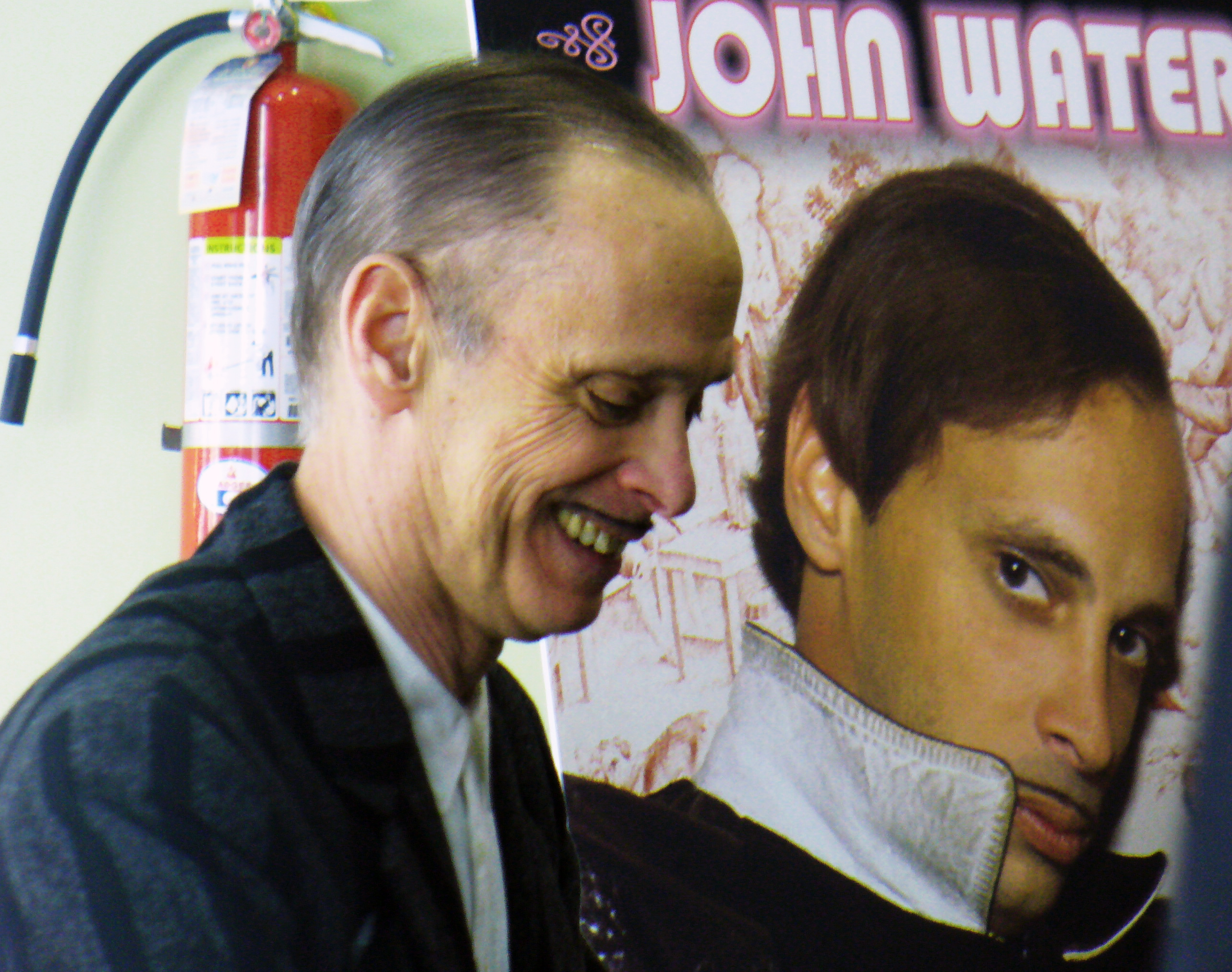
Le réalisateur John Waters.

Le monde branché des fifties est nerveusement mis en scène par John Waters dans ce film musical outrancier. « Le pape du trash » s'était quelque peu assagi en 1988 pour Hairspray, une comédie musicale située dans les années 1960. Avec Cry-Baby, l'évolution se confirme : il tourne pour une major et le budget n'est pas de 10 000 dollars, mais de onze millions.
Pour Waters, avoir tourné pour les grands studios « revient à avoir le dernier mot [...] C'est la chose la plus subversive qui soit. » Mais les fans de la première heure crient à la trahison. Ils s'offusquent de ce film de « vendu » où l'on fait des concessions : les deux personnages principaux sont beaux et l'on ne s'y adonne pas à la coprophagie. John Waters rétorque qu'il n'a pas à se répéter platement mais, au contraire, à surprendre toujours le public en lui proposant de l'inédit : « Le dernier défi qu'il me restait à relever, c'était de réaliser un succès hollywoodien tout en préservant mon sens de l'humour intact, ce que Cry-Baby a réussi sans conteste. »

### Casting
Cry-Baby présente une distribution peu conventionnelle.
Au début de 1985, John Waters travaille sur un projet de film, Hatchet-Face, basé sur le personnage de « Délit de faciès », jeune fille au physique désavantageux. On dit le rôle destiné à Divine, l'acteur-fétiche de Waters. Le film ne se fait pas, mais le réalisateur garde l'idée de ce personnage douloureux pour Cry-Baby. Divine meurt en mars 1988, ce qui affecte profondément Waters. C'est Kim McGuire (en), outrageusement maquillée, qui va interpréter le rôle de Délit de faciès.
En quête de l'acteur principal, J. Waters achète, le rouge au front, une vingtaine de magazines pour adolescents : le jeune Johnny Depp fait la couverture de bon nombre d'entre eux. Il est en effet connu par la série télévisée 21 Jump Street, mais n'a fait que de fugaces apparitions au cinéma. Tourner pour l'abject, scandaleux et dépenaillé John Waters signifie casser son image d'idole des jeunes, ce qui est un pari hautement risqué. Mais J. Depp entreprend de placer sa carrière sous le signe d'une quête constante de la nouveauté, sanctionnée par des choix insolites : « J'ai décidé d'emprunter les chemins de traverse et ça a fait toute la différence ». Cry-Baby va lancer sa carrière, l'aidant à décrocher le rôle d’Edward aux mains d'argent,  tourné peu après, qui va le propulser vers la gloire.
On retrouve dans Cry-Baby des acteurs habitués des films de Waters : Ricki Lake (Hairspray), Mink Stole (dans tous ses films), Alan J. Wendl (Hairspray) et Mary Vivian Pearce (dans tous ses films). On trouve aussi le chanteur Iggy Pop (qui ne chante pas dans le film) ; l'ancienne superstar du cinéma pornographique Traci Lords, qui vient tout juste de provoquer un scandale retentissant (et qui joue habillée dans le film) ; et Patricia Hearst, victime trouble d'une célèbre prise d'otage des années 1970.

### Bande-son
L'impétueuse bande-son offre dix-huit morceaux : aussi bien des chansons inédites (écrites et interprétées à la manière des années 1950) que des reprises (Sh-Boom, doo-wop de 1954, et Mr Sandman, no 1 du Billboard Hot 100 de 1954...) Dans les numéros chantés, le musicien de rockabilly James Intveld prête sa voix à Cry-Baby, et Rachel Sweet la sienne à Allison.
1. King Cry-Baby, de Doc Pomus et Dave Alvin, interprété par James Intveld et Rachel Sweet.
2. Sh-Boom (1954), de James Keyes, Claude Feaster, Carl Feaster, Flayd F. McRae et James Edwards, interprété par Baldwin & The Whiffles.
3. Doin' Time For Bein' Young, de John David Souther et Waddy Wachtel, interprété par James Intveld.
4. A Teenage Prayer, de Bix (Bickley) Reichner et Berni Lowe, interprété par Rachel Sweet.
5. Please, Mr Jailer, de Wynona Carr, interprété par Rachel Sweet et James Intveld.
6. Cry-Baby, de Morgan C. Robinson et Lawrence Robinson, interprété par The Honey Sisters.
7. Teardrops Are Falling, des Five Wings, interprété par James Intveld.
8. Nosey Joe, de Mike Stoller et Jerry Leiber, interprété par Bull Moose Jackson.
9. Mr Sandman (1954), de Pat Ballard, interprété par Rachel Sweet et Baldwin & The Whiffles.
10. High School Hellcats, de Dave Alvin, interprété par James Intveld, Rachel Sweet et Syd Straw.
11. Bad Boy, de Lillian Armstrong, interprété par The Jive Bombers.
12. The Flirt, de Leonard Lee et Earl Palmer, interprété par Shirley & Lee.
13. I'm So Young, de William "Prez" Tyus, interprété par The Students.
14. (My Heart Goes) Piddily Patter, Patter, de Charles Singleton et Rose Marie McCoy, interprété par Nappy Brown.
15. I'm A Bad, Bad Girl, de Gladyees DeJesus, interprété par Little Esther.
16. Jungle Drums, d'Ernesto Lecuona, Carmen Lombardo et Charles O'Flynn, interprété par Earl Bostic.
17. Cherry, de Don Redman et Ray Gilbert, interprété par The Jive Bombers.
18. Rubber Biscuit, de Charles Johnson, interprété par The Chips[14].

### Numéros musicaux
Cry-Baby compte onze numéros musicaux, dont :
- Sh-Boom. Prestation scénique des coincés. Baldwin est le soliste d'un quatuor de doo-wop en smoking, dont les mimiques niaises sont tournées en ridicule.
- A Teenage Prayer. Allison chante, en magnifique robe blanche, religieusement couvée du regard par Baldwin et les siens. Mais, tandis qu'elle chante, chacun des visages des coincés devient pour elle celui de Cry-Baby.
- King Cry-Baby. Énergique scène de concert rock 'n' roll chez les frocs moulants. Cry-Baby est le chanteur et guitariste. Allison le rejoint sur scène pour un duo. Piment est à la batterie. Délit de faciès fait un étourdissant solo de saxophone et Milton joue de la contrebasse.
- Please, Mister Jailer. Drapée dans une robe rouge, juchée sur la voiture des frocs moulants sous les fenêtres de la prison, Allison réclame d'une voix déchirante la libération de son homme. Les filles entrent dans le parloir de la prison et se collent voluptueusement aux vitres derrière lesquelles se collent les garçons. Allison et Cry-Baby chantent dans le combiné de l'interphone. La chorégraphie s'interrompt brutalement quand les garçons cassent les vitres d'un coup de combiné.

## Accueil et carrière
Cry-Baby est présenté au Festival de Cannes 1990, hors compétition. Waters a droit à une ovation debout. Le film est bien accueilli par la critique. « Le magicien de l'excentricité est toujours aussi déchaîné », écrit Peter Travers, dans Rolling Stone. Et, pour Empire, « scintillant du kitsch des années 50 [...] Cry-Baby contient des scènes hilarantes et déborde d'énergie. »
Le grand public américain est quelque peu dérouté par l'inversion de l'ordre des valeurs (« On s'identifie aux mauvais garçons, dit Waters, et les gentils sont en fait les méchants »), par l'humour décalé, par la vulgarité, par le bizarre, par le délire, et choqué par la laideur de certains personnages (Waters milite pour le droit à la différence, et notamment à la laideur). Aux États-Unis, le film ne rencontre pas le succès escompté. Les jeunes Américains ignorent tout de la musique des années 1950 et du cinéma « jeunes délinquants » de la même époque (Le Rock du bagne, Bagarres au King Créole, High School Confidential, Rock Around The Clock). Ils ne perçoivent donc pas le côté parodique de Cry-Baby, et prennent au premier degré son maniérisme. Ailleurs, et surtout en Europe et en Australie où l'on possède cette culture, les nostalgiques des années 1950 sont ravis, et le film marche mieux.
Il connaît une brillante deuxième carrière à la télévision. Ce film déjanté est aujourd'hui culte grâce à la polémique soulevée par les inconditionnels des premières œuvres de Waters, grâce à la façon très personnelle d'un auteur adulé, à l'immersion dans une sous-culture mythique, à des numéros musicaux parodiques, à une distribution improbable et à la présence d'un Johnny Depp devenu célèbre entre-temps.

## Analyse

### Personnages principaux
- Wade Walker, dit « Cry-Baby », délinquant juvénile, chef du gang des frocs moulants, motocycliste, guitariste et chanteur de rock 'n' roll. Il pleure ses parents, morts sur la chaise électrique. Il les venge en faisant un sale coup chaque jour.
- Allison Vernon-Williams, orpheline, jeune fille très comme il faut, petite amie d'un coincé. Mais elle écoute de la musique de juke-box, même pas classée au hit-parade. Elle est attirée par le monde sauvage des délinquants juvéniles : « C'que j'en ai ma claque, de ma vie de fille sage. »
- Piment Walker, sœur de Cry-Baby, lycéenne un peu forte. Elle a deux « loupiots », Caisse-Claire et Suzie Q, qui volent déjà des rétroviseurs. Elle en a un troisième « dans l'fourneau ». Batteuse de Cry-Baby.
- Wanda Woodward, beauté hautaine, joueuse de triangle de Cry-Baby.
- Mona Malnorowsi, dite « Délit de faciès », saxophoniste de Cry-Baby.
- Milton Hackett, bientôt dix-sept ans, petit ami de Délit de faciès, contrebassiste de Cry-Baby.
- Madame Vernon-Williams, grand-mère d'Allison. Organise des goûters récréatifs huppés, prétexte à fulminer contre les frocs moulants et à déclamer tous en chœur « les quatre B : Beauté, Bon sens, Bienséance, Bienfaisance ».
- Baldwin, meneur du clan des coincés, petit ami d'Allison.
- Ramona Rickettes, physique de Cruella, dents couvertes de rouge à lèvres, tire sur les marmottes à coups de fusil, receleuse en pièces de voiture, grand-mère de Cry-Baby. Fière de son petit-fils, car « le mal coule dans ses veines ».
- Tonton Belvedere, « à la colle depuis dix ans » avec Ramona.
- Lenora Frigid, « traînée » (dixit la grand-mère d'Allison) amoureuse de Cry-Baby, dont elle se prétend enceinte.
- Les parents de Milton, prédicateurs illuminés. Quand elle communique avec l'au-delà, la mère s'exprime dans une langue parfaitement inconnue. Le père traduit.
- Le juge, amoureux de la grand-mère d'Allison.
- La mère de Délit de faciès, qui fait une entrée remarquée au tribunal, enfermée dans un poumon artificiel où elle fume.

### Style
On peut qualifier Cry-Baby de film revival. Comme dans American Graffiti, les années 1950 sont mises en scène avec, comme figures imposées, des clins d'œil à Elvis Presley, à Marlon Brando et à James Dean.
La plupart (voire la totalité) des personnages du film surjouent. Ils exagèrent leurs mouvements, leurs actions, leurs intonations, ce qui donne au film un air comique tirant vers le ridicule. « Excentricité rétro saturée de rose bonbon et de clichés parfaitement assumés », il est à la fois une parodie des films des années 1950 et un hommage à la musique de ces années-là.

## Adaptation
En 2008, sur Broadway, une comédie musicale est tirée du film. La musique en est de David Javerbaum et Adam Schlesinger, le livret de Mark O'Donnell et Thomas Meehan.